# バルバラ・マルシ
バルバラ・マニシ（イタリア語: Barbara Masini、1974年1月22日 - ）は、イタリアの女性政治家。

## 来歴
ニッコロ・フェルテゲリ古典高校、シエナ大学政治科学部を卒業。2000年 ユーロテック・コンサルティングに入社する。2018年3月 イタリア総選挙で当選。2022年9月 イタリア総選挙で再選を目指すも落選。

## 政策・主張
- イタリアメディアによる女性蔑視や同性愛嫌悪に対し、国会質問を提出した。「イタリアのテレビ局は、ジェンダー平等、差別、ヘイトスピーチの禁止に関する欧州及び国際的な指令の実施からかけ離れている。1980年代の最も下品なコメディのように女性が客体化されている」と語っていた[3]。